# MÁV V45 sorozat
A MÁV V45 sorozat a MÁV V43 sorozatjelű villamosmozdony egy átalakított változata, tesztelés céljából.

## Története
A V43 1051 pályaszámú villamosmozdonyt gyártás közben a Ganz-MÁVAG és a Ganz Villamossági Művek alakította át ideiglenes jelleggel az UFB-3 típusú, egyedi hajtású forgóvázak vizsgálatának céljából, és a tesztek idejére a V45 1001 pályaszámot kapta. Háromféle kísérleti programja – futástechnikai, és fékkísérletek – volt a gyárnak a forgóvázakkal, melyekből csak kettő, az „A” és „C” jelűt végezték el. A mozdony engedélyezett sebessége a kísérletek tartama alatt 100 illetve 160 km/h volt. A forgóváz próbák lezárása után 1969-ben a gyár a mozdonyt a MÁV V43 sorozattal megegyező kivitelűre alakította vissza. A kísérletek eredményeit a MÁV V63 sorozat tervezésénél hasznosították.